# Kai-Oliver Knops
Kai-Oliver Knops (* 31. Mai 1966 in Viersen) ist ein deutscher Rechtswissenschaftler.

## Leben
Kai-Oliver Knops stammt aus einer Juristenfamilie und studierte in Köln, Trier und Heidelberg. Nach Rechtsreferendariat in Nordrhein-Westfalen und Rheinland-Pfalz sowie als wissenschaftlicher Mitarbeiter im Bundeshaus (Bonn) war er zunächst beim Landgericht Köln, später in Singularzulassung beim Oberlandesgericht Köln als Rechtsanwalt und im Bereich des Hanseatischen Oberlandesgerichtes in Hamburg als Fachanwalt für Bank- und Kapitalmarktrecht tätig. 
1999 wurde Knops mit einer Arbeit über den Immobiliarkredit an der Universität Bremen promoviert (Erstgutachter Peter Derleder, Zweitgutachter Norbert Reich). 2004 bis 2005 lehrte er in Bremen als Vertretung von Eike Schmidt. Im Jahre 2007 wurde er mit einer Arbeit zum Thema Die Personalität des Vertrages bei Derleder in Bremen habilitiert und erhielt die venia legendi für die Fächer Bürgerliches Recht, Bankrecht, Kapitalmarktrecht, Sanierungsrecht, Wirtschaftsrecht und Zivilprozessrecht. 
Von 2007 bis 2009 war er Forschungsdirektor am Institut für Finanzdienstleistungen e.V. in Hamburg und Schriftleiter der Zeitschrift Verbraucher und Recht. Von 2008 bis 2013 war er Mitglied im Vorstand der Verbraucherzentrale Hamburg. Im Oktober 2008 berief ihn die Universität Hamburg auf den Lehrstuhl für Zivil- u. Wirtschaftsrecht, insbesondere Bank-, Kapitalmarkt- und Verbraucherrecht. Vor dem Europäischen Gerichtshof vertritt er Parteien in zivilrechtlichen Grundsatzfragen wie unter anderem in Verfahren zu sogenannten Schrottimmobilien. Von 2011 bis 2013 war er Forschungsdirektor am Hanseatischen Institut für Erneuerbare Energien. 2013 bis 2018 war er als Mitglied des Verbraucherbeirats bei der Bundesanstalt für Finanzdienstleistungsaufsicht bestellt. 2015 wurde er als Mitglied des Beirates Marktwächter Finanzen beim vzbv und 2016 in die Gemeinsame Arbeitsgruppe von BMJV und BMF zum Thema „Vorfälligkeitsentschädigung“ berufen.
Seit 1986 gehört er der SPD an, ist Mitglied des Vorstands der Arbeitsgemeinschaft sozialdemokratischer Juristinnen und Juristen in Hamburg und seit 2008 Vertrauensdozent der Friedrich-Ebert-Stiftung.

## Schriften (Auswahl)
- Studie für das Europäische Parlament, Consumer protection in the context of overdraft facilities and overrunning, IP/A/IMCO/IC/2022-041, 2022 (mit Calvin Fromm als Unterauftragnehmer für den Bereich „Lending practice“).
- Studie für das BMJV, Evaluierung der Regelungen zur Beratungsangebotspflicht beim Dispositions- und Überziehungskredit in §§ 504a, 505 Absatz 2 Satz 2 BGB, 2021 (mit Stefan Ekert, Lisa Poel).
- Kommentierung § 357b BGB und den §§ 491–505d BGB, in: Beate Gsell/Wolfgang Krüger/Stephan Lorenz/Jörg Mayer (Hrsg.): Beck’scher Online-Großkommentar zum BGB (BeckOGK BGB). Verlag C.H. Beck, München.
- Kommentierung der §§ 308–309 BGB u. § 307 BGB (Bank- und Versicherungs-AGB), in: Soergel: Band 4, Schuldrecht 2, (§§ 305-310, UKlaG). Kommentar. 13. Auflage. Verlag W. Kohlhammer, Stuttgart 2019, ISBN 978-3-17-015803-0.
- Kommentierung des Art. 38 GR-Charta, in: Hans von der Groeben/Jürgen Schwarze/Armin Hatje (Hrsg.): Europäisches Unionsrecht. 7. Auflage. Nomos Verlag, Baden-Baden 2015, ISBN 978-3-8329-6019-3.
- Kommentierung der §§ 535, 547, 566, 566b-e, Vor 576-576b, 578-578a, 579 BGB, in: Jürgen Herrlein, Kai-Oliver Knops, Lea Spiegelberg (Hrsg.): Mietrecht: Kommentar. 5. Auflage. Springer, Heidelberg 2021, ISBN 978-3-662-56073-0.
- Kommentierung der §§ 1a, 3–5, 7a–d, 8–9 VVG, in: Bruck/Möller (hrsg. von Beckmann/Koch/Baumann/Johannsen): Versicherungsvertragsgesetz: Großkommentar. 10. Auflage. De Gruyter, Berlin 2021. ISBN 978-3-1105-203-54.
- (mit Udo Reifner, Michael Knobloch) Restschuldversicherung und Liquiditätssicherung (= Schriftenreihe des Institutes für Finanzdienstleistungen e. V. Bd. 14). Books-on-Demand (Norderstedt), 2010, ISBN 978-3-8370-6475-9.
- (mit Niklas Korff, Malte Lassen) Bank- und Kapitalmarktrecht., Kohlhammer, Stuttgart 2012, ISBN 978-3-17-021776-8.
- Verbraucherschutz bei der Begründung, Beendigung und Übernahme von Immobiliarkreditverhältnissen: Darlehensbegründung und -kündigung, Vorfälligkeitsentschädigung, Ersatzkreditnehmerstellung, Grundschuldablösung und -übernahme. Springer-Verlag, Heidelberg 2000, ISBN 3-540-67336-9 (= Dissertation, Universität Bremen, 1999).

Herausgeberschaft
- (mit Lars Brocker, Herbert Roth) Recht und soziale Gerechtigkeit – Festschrift für Heinz Georg Bamberger zum 70. Geburtstag. C.H. BECK, München, ISBN 978-3-406-70747-6.
- (mit Heinz Georg Bamberger, Gerrit Hölzle) Zivilrecht im Wandel – Festschrift für Peter Derleder zum 75. Geburtstag. Springer, Berlin 2015, ISBN 978-3-662-45872-3.
- (mit Peter Derleder, Heinz Georg Bamberger) Deutsches und europäisches Bank- und Kapitalmarktrecht., 3. Aufl. 2017, Springer, Berlin 2017, ISBN 978-3-642-45050-1.
- (mit Heinz Georg Bamberger, Georg Maier-Reimer) Recht der Sanierungsfinanzierung. Springer, Berlin 2005, ISBN 978-3-540-24365-6.